# Tacica
tacica(타시카)는 일본의 삿포로시 출신 3인조 록 밴드이다.

## 내력
- 2005년 4월부터 현재 멤버로 활동하기 시작했다.

## 음반 목록

### 인디즈

#### 싱글
1. Tacica (2005.11) 폐반
  1. アナフィラキシー
  2. Butterfly Lock

1. 黄色いカラスe.p. (2008.01.17) 생산종료
  1. 黄色いカラス
  2. コオロギ
  3. アースコード

#### 앨범
1. Human Orchestra
  1. HERO
  2. クローバー
  3. アシュレー
  4. オオカミと月と深い霧
  5. 熱帯夜

1. parallel park (2008.04.16)

### 메이저

#### 싱글
1. 人鳥哀歌e.p. (2009년 1월 14일)
  1. 人鳥哀歌
  2. 蜜蜂の毛布
  3. オニヤンマ

#### 앨범
1. parallel park (2008년 10월 1일)
  1. ヌーの休日
  2. ゼンマイ
  3. 人間1/2
  4. HERO
  5. 黄色いカラス
  6. サカナヒコウ
  7. ウソツキズナミダ
  8. バク
  9. Silent Frog
  10. アースコード(ver.118STG)